# Ärztekammer Schleswig-Holstein
Die Ärztekammer Schleswig-Holstein ist eine durch das schleswig-holsteinische Heilberufekammergesetz vom 29. Februar 1996 (HBKG) begründete Körperschaft des öffentlichen Rechts (KdöR). Ihre Mitglieder sind alle Ärzte, die in Schleswig-Holstein ihren Beruf ausüben oder ihren Hauptwohnsitz haben. Sie vertritt die Interessen der Ärzteschaft und nimmt einzelne Aufgaben der öffentlichen Verwaltung in Schleswig-Holstein in Selbstverwaltung wahr. Ihre Finanzierung erfolgt durch Beiträge ihrer Mitglieder. Die Rechtsaufsicht hat das Land Schleswig-Holstein.

## Aufgaben
Die Aufgaben der Ärztekammer sind vielfältig. Zu ihnen gehören
- die Berufsaufsicht über die Ärzte durch Erlass einer Berufsordnung und die Überwachung der Einhaltung der Berufspflichten,
- die Normierung und Organisation der Weiterbildung zum Facharzt u. a. Qualifikationen einschließlich der Durchführung von Prüfungen,
- Mitwirkung an einem sittlich und wissenschaftlich hochstehenden Berufsstand,
- die Schlichtung bei Streitigkeiten zwischen Ärzten untereinander und zwischen Ärzten und Dritten durch die Schlichtungsstelle,
- Organisation der ärztlichen Fortbildung durch eine Fortbildungsordnung, auch durch Unterhalt einer Akademie für medizinische Fort- und Weiterbildung,
- Erstellung von Stellungnahmen zu das Gesundheitswesen betreffende Regelungen in Gesetz- und Verordnungsentwürfen, u. a. auch zu Krankenhaus- und Hochschulfragen sowie Problemen der ambulanten Versorgung,
- die Zuständigkeit für die Ausbildung von schleswig-holsteinischen Medizinischen Fachangestellten (MFA), auch durch Betreiben einer Ausbildungsstätte für überbetriebliche Ausbildung der MFA,
- die Führung der Vertrauensstelle des schleswig-holsteinischen Krebsregisters im Auftrage des Landes Schleswig-Holsteins,
- die Sicherstellung eines ärztlichen Notfallbereitschaftsdienstes zusammen mit der Kassenärztlichen Vereinigung Schleswig-Holstein und
- durch das Versorgungswerk der Ärztekammer: Einrichtung und Unterhaltung einer Altersversorgung für Ärzte.

Besonders wichtig und für eine KdöR nicht selbstverständlich ist das Recht der Ärztekammer, die schleswig-holsteinische Ärzteschaft bei der Wahrnehmung ihrer beruflichen Belange (Interessenwahrnehmung) zu vertreten. Dieses Recht findet Grenzen bei der Vertretung der Rechte einzelner Ärzte und bei der Wahrnehmung wirtschaftlicher Interessen der Ärzteschaft. Auch hat die Ärztekammer kein allgemeinpolitisches Mandat. Sie erhebt zur Deckung ihrer Kosten eine Umlage bei ihren Mitgliedern. Derzeit (2022) beträgt der Beitrag pro Mitglied 0,6 % des Einkommens aus ärztlicher Tätigkeit vor Steuern.

## Organe

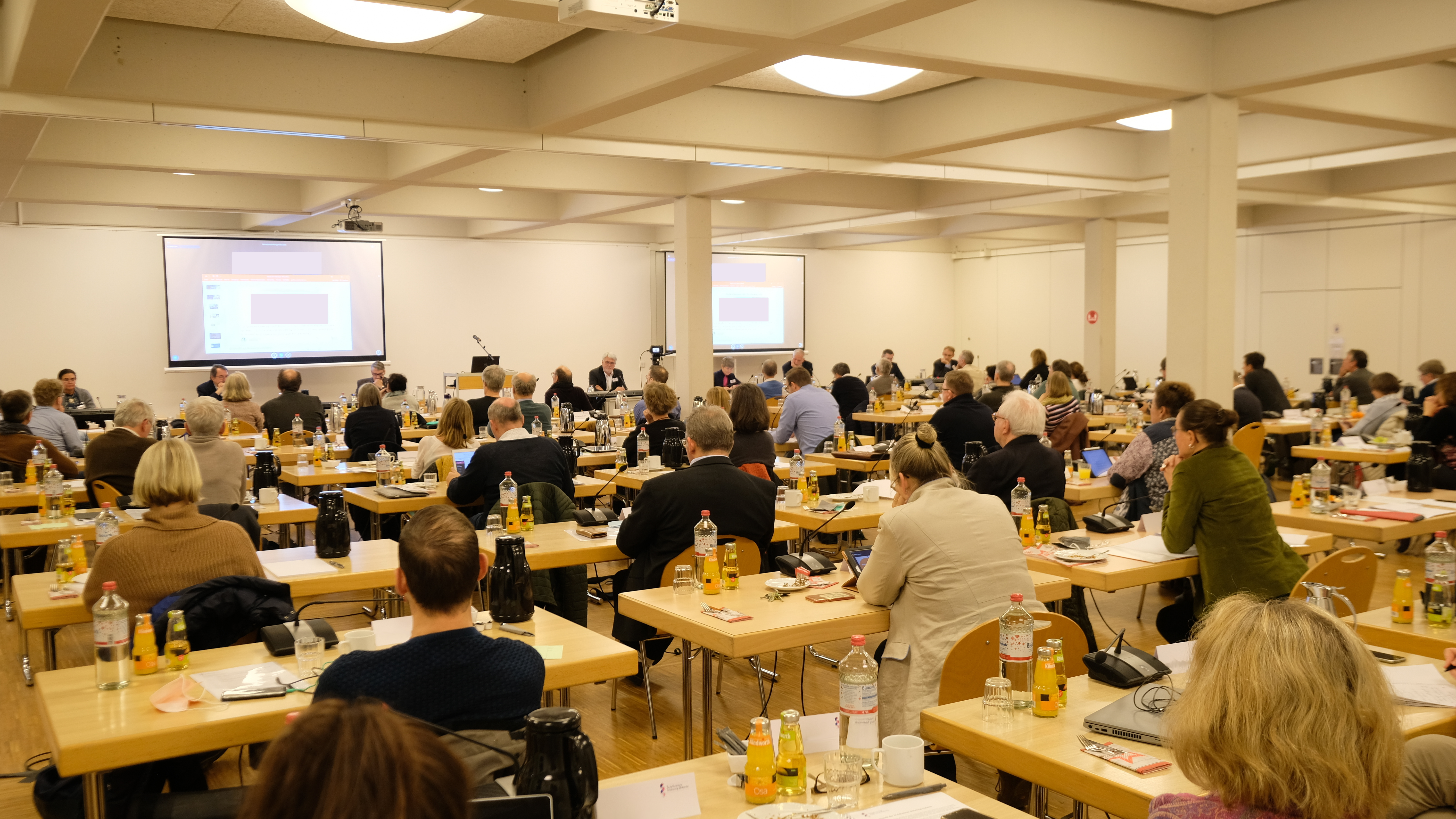
Kammerversammlung der Ärztekammer Schleswig-Holstein (2021)

Organe der Ärztekammer sind die Kammerversammlung und der Vorstand.
Die Kammerversammlung besteht aus 70 Mitgliedern und wird für fünf Jahre gewählt. Frauen und Männer sind bei der Bildung der Kammerversammlung entsprechend ihrem Anteil zu berücksichtigen. Die näheren Bestimmungen regelt eine Wahlverordnung der Aufsichtsbehörde. Die Kammerversammlung beschließt über alle Angelegenheiten der Kammer von allgemeiner Bedeutung, soweit sie sich nicht nur auf die laufende Geschäfte beziehen. Hierzu gehören insbesondere die Hauptsatzung, die Berufsordnung und die Weiterbildungsordnung für Ärzte, die Satzungen über soziale Einrichtungen und die Satzungen zur Fortbildung und Qualitätssicherung, die Haushaltssatzung, Beitragssatzung und die Gebührensatzung sowie die Entlastung des Vorstandes. Die Kammerversammlung wählt für die Dauer ihrer Wahlperiode einen Vorstand.
Der Vorstand besteht aus dem Präsidenten, dem Vizepräsidenten und bis zu fünf weiteren Mitgliedern. Er führt die Geschäfte der Kammer, wobei er sich dabei einer Geschäftsführung bedient. Der Präsident beruft die Kammerversammlung und den Vorstand ein und leitet ihre Sitzungen. Er vertritt die Kammer gerichtlich und außergerichtlich.
Ständige von der Kammerversammlung gewählte Ausschüsse sind der Finanzausschuss, der Weiterbildungsausschuss, der Berufsordnungsausschuss, der Fortbildungsausschuss und der Ausschuss Qualitätsmanagement. Hinzu kommen zahlreiche Prüfungsausschüsse sowie weitere Ausschüsse.

## Einrichtungen
Die Ärztekammer unterhält eine Versorgungseinrichtung für alle Mitglieder, eine Berufsbildungsstätte für Medizinische Fachangestellte (§ 71 Abs. 6 Berufsbildungsgesetz) und eine Akademie für medizinische Fort- und Weiterbildung.
Die Akademie der Ärztekammer Schleswig-Holstein (ehemals Edmund-Christiani-Seminar (ECS)) ist eine Ausbildungsstätte für medizinische Fachangestellte und führt eine verpflichtende überbetriebliche Ausbildung als Ergänzung der Ausbildung in den Ausbildungsbetrieben durch. In jedem Ausbildungsjahr werden alle Auszubildenden zur Medizinischen Fachangestellten für mindestens eine Woche im ECS unterwiesen. In dieser Zeit werden Ausbildungsinhalte geübt, die in vielen Ausbildungsbetrieben nur schwer oder gar nicht vermittelt werden können. Neben der überbetrieblichen Ausbildung bietet die Akademie ein vielseitiges Fort- und Weiterbildungsprogramm für medizinisches Assistenzpersonal an. Für die erfolgreiche Durchführung der praxisnahen Seminare verfügt es über gut ausgestattete medizinische Fachräume. Dazu gehören Übungsräume aus den Bereichen Medizin, Labor, Röntgen und Verwaltung sowie mehrere Theorieräume.
Des Weiteren bietet die Akademie regelmäßig Kurse und Seminare zu sämtlichen Fachgebieten der ärztlichen Fort- und Weiterbildung an. Dort finden jährlich mehr als 250 Fort- und Weiterbildungsveranstaltungen mit mehr als 3000 Seminarstunden statt. Etwa 6000 Teilnehmer bilden sich hier pro Jahr weiter. Sie führt Fortbildungsveranstaltungen vorwiegend in eigenen Räumen in Bad Segeberg, aber auch außerhalb durch und ergänzt die von den regionalen Ärztevereinen durchgeführten Fortbildungen. Hierzu verfügt die Akademie über gut ausgestattete Räume für große, mittlere und kleine Veranstaltungen.

### Versorgungswerk der Ärztekammer Schleswig-Holstein
Die Versorgungseinrichtung der Ärztekammer dient der Berufsständischen Versorgung und bietet den Ärzten eine Alters-, Berufsunfähigkeits- und Hinterbliebenenversorgung. Für Ärzte, die in Schleswig-Holstein den ärztlichen Beruf ausüben, besteht Pflichtmitgliedschaft. Die Versorgungseinrichtung zahlt ihren Leistungsbeziehern zudem Kinderzuschüsse und bietet berufsunfähigen Mitgliedern Unterstützung bei Rehabilitationsmaßnahmen. Sie verwaltet ein eigenes Sondervermögen und haftet nicht für Verbindlichkeiten der Ärztekammer. Ebenso haftet das Vermögen der Ärztekammer nicht für Verbindlichkeiten der Versorgungseinrichtung. Die Beiträge der Mitglieder und das Vermögen der Versorgungseinrichtung sind zweckgebunden zu verwenden.

## Schleswig-Holsteinisches Ärzteblatt
Die Mitteilungsblätter für die schleswig-holsteinische Ärzteschaft haben eine wechselvolle Geschichte. Im April 1866 – zwei Monate vor dem Deutschen Krieg – erschien erstmals überregional für das Gebiet des damaligen Schleswig-Holstein eine Ausgabe der Mitteilungen für den Verein Schleswig-Holsteinischer Ärzte. Herausgeber war der Vorstand des Vereins, die Federführung lag bei Johannes Bockendahl. Die „Mitteilungen (NF)“, von Georg Hoppe-Seyler (1860–1940) seit 1892 redigiert, wurden Ende 1933 im 42. Jahrgang eingestellt. Ab Januar 1934 erschien neu das Ärzteblatt für Hamburg und Schleswig-Holstein, herausgegeben von der Kassenärztlichen Vereinigung Deutschlands in Berlin. Standespolitik fand sowohl im Ärzteblatt für Hamburg und Schleswig-Holstein als auch im ab 1939 als Nachfolgeblatt erscheinenden Ärzteblatt für Norddeutschland nicht mehr statt. Die Hefte hatten nur noch die Aufgabe, die Anordnungen der Reichsärzteführung und des regionalen Leiters von Kammer und KV mitzuteilen. Im Mai 1941 wurde das Ärzteblatt für Norddeutschland eingestellt. Für die nächsten sechseinhalb Jahre gab es in Schleswig-Holstein kein Ärzteblatt.
Erst wieder ab 1948 erschien mit Genehmigung der Militärregierung ein Mitteilungsblatt für Ärzte: Das Schleswig-Holsteinische Ärzteblatt wurde gemeinsam von der Ärztekammer und der Kassenärztlicher Vereinigung Schleswig-Holstein herausgegeben. Die Schriftleitung hatte bis 1965 der Geschäftsführende Arzt von Kammer und KV Curt Walder (1895–?), sein Nachfolger war Gerd Iversen (1916–2004). 1989 übernahmen die Hauptgeschäftsführer der beiden Körperschaften Bodo Kosanke und Karl-Werner Ratschko zusammen mit dem Lübecker HNO-Arzt Heinz-Peter Sonntag die redaktionelle Betreuung. Berufs- und Gesundheitspolitik bildeten jetzt die Schwerpunkte der monatlich erscheinenden Hefte. Mitteilungen von Kammer und KV wurden in die unregelmäßig erscheinenden zusätzlichen Publikationen „Kammer Info aktuell“ (Ärztekammer) und „Nordlicht“ (Kassenärztliche Vereinigung) verlagert. Seit 1998 erschien das Schleswig-Holsteinische Ärzteblatt in alleiniger Herausgeberschaft der Ärztekammer; die KV baute ihr Mitteilungsblatt „Nordlicht aktuell“ zu einem Publikationsorgan für die Vertragsärzte aus. Seit 2009 leitet der Journalist Dirk Schnack das Schleswig-Holsteinische Ärzteblatt. Im Layout seit 1948 fünf Mal geändert, erreicht es in seiner Druckversion heute mehr als 16.500 Ärzte im „Land zwischen den Meeren“.

## Geschichte
Ärztliche Vereine gab es in Schleswig-Holstein schon im Dänischen Gesamtstaat, z. B. in Altona, Kiel, Schleswig und Süderdithmarschen, aber keinen mit überregionaler Bedeutung für das Herzogtum Holstein und das Herzogtum Schleswig. Am 8. Juni 1865 – nach dem Deutsch-Dänischen Krieg – wurde anlässlich des 3. Baltischen Kongresses in Kiel der Verein Schleswig-Holsteinischer Ärzte mit anfangs 142 Mitgliedern gegründet. Wie es im Einladungsschreiben hieß, sollte der ärztliche Stand „für die ihm zugemutheten erhöhten Leistungen entsprechend durch Verbesserung seiner materiellen Leistungen entschädigt und durch die seinen Leistungen gebührende Achtung geehrt“ werden. Mit anderen Formulierungen ist das Ziel noch heute Bestandteil des für die Ärztekammer geltenden Heilberufegesetzes. Der Verein Schleswig-Holsteinischer Ärzte wurde für die Provinz ein Kristallisationspunkt ärztlicher Berufspolitik. Der anfangs erhobene Jahresbeitrag von 6 Mark wurde 1877 auf 10 Mark erhöht. Er deckte nicht nur die Verwaltungskosten, sondern trug auch deutlich zu den Kosten der alsbald geschaffenen Unterstützungskasse bei.
Als 1887 im Königreich Preußen Ärztekammern für die Provinzen entstanden, war der Verein an der Gründung der Kammer für die Provinz Schleswig-Holstein beteiligt. Die Wahlen zur Ärztekammer wurden bis zu seiner De-facto-Auflösung im Jahr 1933 (formal bestand er noch bis zum Inkrafttreten der Reichsärzteordnung) maßgeblich vom Verein Schleswig-Holsteinischer Ärzte gestaltet und beeinflusst. Bis 1931 vom deutschen Ärztevereinsbund durchgeführt, wurden die Deutschen Ärztetage nach dem Zweiten Weltkrieg eine Angelegenheit der Ärztekammern. 1890 gab es 17 regionale selbstständige Vereine, 1925 waren es 22. Sie hatten 1890 zwischen 10 und 20 Mitglieder. Altona und die drei Kieler Vereine ragten mit einer deutlich höheren Mitgliederzahl heraus. An der Spitze in Kiel stand der Verein der praktischen Ärzte für Kiel und Umgebung mit 80, gefolgt vom Kieler allgemeinen ärztlichen Verein mit 47 und dem Physiologischen Verein mit 29 Mitgliedern.

### Provinzärztekammer in Preußen
1887 wurde für jede preußische Provinz eine Ärztekammer am Amtssitz des Oberpräsidenten eingerichtet. Die Kammern sollten sich mit allen Fragen und Angelegenheiten des ärztlichen Berufes sowie der öffentlichen Gesundheitspflege beschäftigen. Die Wahrnehmung der ärztlichen Standesinteressen gehörte dazu. Die erste Sitzung der Ärztekammer für Schleswig-Holstein fand am 18. Januar 1888 in Schleswig statt. Die Vorbereitung der Wahl erfolgte wie auch in den folgenden Jahrzehnten mit Hilfe des Vereins Schleswig-Holsteinischer Ärzte, dessen Spitzenvertreter die Kandidaten für die Wählerliste als sogenannte „Einheitsliste“ festlegten. Ihr erster Kammervorsitzender wurde Julius Wallichs, Altona. Mit Karl Heinrich Christian Bartels, Johannes Bockendahl und Magnus Friedrich Steindorff hatte er 1865 den Verein Schleswig-Holsteinischer Ärzte gegründet. Als Vorsitzender der Ärztekammer wurde er bis 1902 fünf Mal wiedergewählt. Das preußische Gesetz über die ärztlichen Ehrengerichte, das Umlagerecht der Kammern und die Kassen der Ärztekammern vom 25. November 1899 vergrößerte die Bedeutung der Ärztekammern. Sie wurden jetzt maßgebend für das ärztliche Standeswesen in Preußen. Eine Standesordnung für den Bezirk der Ärztekammer für Schleswig-Holstein wurde am 10. November 1899 und am 26. Januar 1900 beschlossen. Schon in der damaligen Berufsordnung fand sich in § 1 die bis heute gültige Generalklausel: „Jeder Arzt ist verpflichtet, seinen Beruf gewissenhaft auszuüben und durch sein Verhalten in der Berufstätigkeit wie außerhalb derselben die Ehre und das Ansehen des Standes zu wahren.“
In die Zeit der Weimarer Republik fiel die Verabschiedung des preußischen Gesetzes über die Ärztekammern und einen Ärztekammerausschuss vom 30. Dezember 1926, mit dem bis dahin erlassene Vorschriften zu Ärztekammern zusammengefasst und novelliert wurden. Neu wurde u. a. geregelt, dass nun ausdrücklich eine Fürsorgeeinrichtung mit Rechtsanspruch beschlossen werden durfte (§ 2), jedoch nur mit der Mehrheit der Mitglieder der Kammerversammlung (§ 38, 2) und der Genehmigung des zuständigen Ministers (§ 2). Die Wahlperiode wurde von drei auf vier Jahre verlängert (§ 11). Die bisher nur den Kassen der Ärztekammern zugebilligte Rechtsfähigkeit wurde auf die Ärztekammern selbst übertragen. Die Ärztekammern wurden Körperschaften öffentlichen Rechts „ohne behördliche Funktion“ (§ 3). In der Zeit des Nationalsozialismus ersetzte das Führerprinzip die Selbstverwaltung der Ärzteschaft. In Schleswig-Holstein wurde Anfang Mai 1933 der wenig angesehene NSDÄB-Gauobmann und Frauenarzt Hans Köhler aus Neumünster ohne Widerstand der schleswig-holsteinischen Ärzteschaft als regionaler Beauftragter des Reichskommissars eingesetzt. Anfang April 1935 allerdings musste Köhler alle seine Ämter wegen offenkundiger Unfähigkeit niederlegen, sein Nachfolger wurde der Segeberger Chirurg SS-Obersturmbannführer Hans Rinne. Die Ärztekammer Schleswig-Holstein hatte ihre bis dahin vorhandene Selbständigkeit verloren und wurde nach Inkrafttreten der Reichsärzteordnung am 1. April 1936 als weisungsgebundene Untergliederung der Reichsärztekammer auch rechtlich zum Werkzeug der nationalsozialistischen Ärzteführung.

### Das Provisorium „Landesärztekammer“ in der Nachkriegszeit
Nach dem Zusammenbruch des Deutschen Reiches 1933 bis 1945 hatten auch die Reichsärztekammer und die Kassenärztliche Vereinigung Deutschlands (KVD) mit ihren Provinzuntergliederungen keine Grundlage für administratives Handeln mehr. Zur Aufrechterhaltung eines funktionierenden Gesundheitswesens waren die Untergliederungen jedoch unentbehrlich. Deswegen beauftragte in Schleswig-Holstein der Oberpräsident mit Genehmigung der britischen Militärregierung die niedergelassenen Ärzte Berthold Rodewald (Kiel) und Hans Stubbe (Heide) schon Ende Juni 1945 damit, die Geschäfte der Ärztekammer unter Einschluss der KV-Aufgaben kommissarisch wahrzunehmen. Die Besatzungsmacht befürchtete in dem Chaos der Nachkriegszeit im völlig mit Flüchtlingen übervölkerten Schleswig-Holstein den Zusammenbruch der ärztlichen Versorgung sowie den Ausbruch von Seuchen. Die Zulassung einer ausreichenden Zahl von Ärzten, die aus dem Militärdienst und als Flüchtlinge in das Land gekommen waren, zur Kassenpraxis musste dringend geregelt werden. Ohne förmliche, rechtsverbindliche Grundlagen wurde die um nationalsozialistisches Gedankengut befreite Reichsärzteordnung weiter herangezogen. Rechtsgrundlagen für eine Berufsgerichtsbarkeit und Facharztanerkennungen fehlten, auch gab es keine gültige Wahlordnung. Dass schnelle Abhilfe geboten war, hatte Rodewald erkannt. Bereits im Sommer 1945 war ein Gesetzesentwurf für ein Ärztekammergesetz erstellt worden; er fand die Billigung der Landesregierung, aber nicht die der Besatzungsmacht. Angestrebt wurde eine Anlehnung an das Preußische Ärztekammergesetz aus dem Jahr 1926.
Es  gelang  Rodewald mit anderen aktiven Ärzten trotz der schwierigen Verkehrsverhältnisse und der unsicheren Postwege ziemlich rasch, wieder ärztliche Kreisvereine zu bilden und unbelastete Ärzte mit berufspolitischer Erfahrung zu finden, die als Vorsitzende gewählt und von der Militärregierung bestätigt werden  konnten. Diese Kreisvereinsvorsitzenden bildeten den aus 20 Obmännern bestehenden Beraterkreis  für den bald auch als Präsidenten bezeichneten „Kammerkommissar“. Damit hatte  sich  eine  Art  parlamentarisches  Organ  gebildet,  das  sich  selbst  damals  als „Landesärztekammer“  bezeichnete.  Die  erste  vorbereitende  Ärztekammersitzung  fand  am  30. Juni 1945 in Bad Segeberg statt. Auf Anweisung der Militärregierung wurde ein fünfköpfiger Vorstand gebildet. Die  Verwaltungsarbeiten  wurden  von  einem geschäftsführenden  Arzt im Auftrag des Vorstands erledigt, erst von Karl  Haedenkamp, dann von Curt Walder. Die  von der Kammer zu bewältigenden  Aufgaben waren außerordentlich schwierig und hatten einen  Umfang wie nie zuvor. Hunderttausende von ärztlich unversorgten Flüchtlingen (1,2 Millionen bei einer Gesamtbevölkerung von 2,65 Millionen) standen einer übergroßen Zahl unversorgter Ärzte (knapp 700 gegenüber 350 einheimischen Ärzten) gegenüber. Die  sozialhygienischen Probleme, die stark ansteigenden Geschlechtskrankheiten und Tuberkulosen bei desolaten Unterbringungsverhältnissen und unvorstellbarem Mangel an allen erforderlichen Materialien erschwerten zusätzlich die Arbeit der Kammer, die unter provisorischen Bedingungen arbeiten musste.
Überschattet wurde alles von der unsicheren rechtlichen Lage der Ärztekammer. Die formalrechtlich nie aufgelöste Reichsärztekammer bestand de facto nicht mehr, weil sie ihre Tätigkeit als zentrale Reichseinrichtung eingestellt hatte. Die Untergliederungen in den Ländern bestanden, wie in Schleswig-Holstein, fort und nahmen ihre Aufgabe als Funktionsträger der de jure noch fortbestehenden Reichsärztekammer wahr. Diese Auffassung festigte sich jedoch erst durch die Rechtsprechung des Oberverwaltungsgerichts Münster (1951), des 3. Senats vom Verwaltungsgerichtshof Baden-Württemberg (1952) und anderer Obergerichte. Vorher hatte es auch gegenläufige Urteile gegeben. Bis dahin hatte die notwendige, aber nicht unumstrittene Arbeit der Ärztekammern keine verlässliche Rechtsgrundlage. Hinzu kam die schlechte Stimmung in der Ärzteschaft. Ihr ging es nicht gut. Die Nachfolgeorganisation der Reichsärztekammer wurde mit Misstrauen betrachtet. So gab es in der Ärzteschaft starke Widerstände, auch Unzufriedenheit und Erbitterung. Besonders als nachteilig empfundene Entscheidungen der Kammer führten zu persönlichen Angriffen und Verunglimpfungen gegenüber den kommissarisch bestellten Leitern der Kammer. Schwerer noch wogen die Hemmnisse, die durch mitunter inkompetente, von der Besatzungsmacht eingesetzte Kommissare der unteren Verwaltungsebenen entstanden.

### Ärztekammer Schleswig-Holstein
Spätestens nach dem Inkrafttreten des Grundgesetzes der Bundesrepublik Deutschland war ein Ärztekammergesetz überfällig. Das am 7. Dezember 1953 einstimmig vom Landtag verabschiedete Gesetz trat am 1. Januar 1954 in Kraft, ohne dass Bedenken der Kammer berücksichtigt wurden. Das Gesetz über die Berufsgerichtsbarkeit folgte am 22. Februar 1954 und trat zum 1. April 1954 in Kraft. Das lange erwartete Ärztekammergesetz hatte jedoch aus der Sicht der Ärzteschaft erhebliche Fehler. Es durften keine Untergliederungen gebildet werden, die Beschränkung des Wirkungsbereichs der Ärztekammer nur auf die Ärzte, die als Arzt tätig waren sowie die fehlende Ermächtigung für die Ärztekammer, Versorgungseinrichtungen mit Pflichtzugehörigkeit schaffen zu können, stießen auf erhebliche Kritik. Änderungen im Sinne der Ärzteschaft mit der Möglichkeit, eine für alle verbindliche Ärzteversorgung sowie eine Pflichtmitgliedschaft aller schleswig-holsteinischen Ärzte folgten mit einer Novelle 1959. Die Ärztekammer wurde in den folgenden Jahrzehnten ein unentbehrlicher Bestandteil schleswig-holsteinischer Gesundheitspolitik und -verwaltung. Die Zuständigkeit für die Ausbildung der Medizinischen Fachangestellten, die Schaffung einer Ethikkommission, der Aufbau einer zentralen Fortbildungseinrichtung für Ärzte und einer Ausbildungsstätte für Medizinisches Fachangestellte, die wesentliche Beteiligung an der Qualitätssicherung im Krankenhaus sowie an einem epidemiologischen, seit 2016 auch klinischen Krebsregister, sind nur einige der größeren Projekte, die genannt werden können.